# Григоревский, Михаил Валерьевич
Михаил Валерьевич Григоревский (1985—2008) — российский офицер внутренних войск, участник Контртеррористической операции на Северном Кавказе, Герой России (посмертно).

## Биография
Родился в селе Топчиха Алтайского края. По национальности русский. Отец был офицером милиции, погиб при задержании преступников в 1993 году. Михаил окончил 9 классов в Топчихинской средней школе, поступил в Барнаульскую школу-интернат с первоначальной лётной подготовкой, где обучался в технической группе наземного обслуживания, мечтая служить в спецназе. Занимался спортом: рукопашным боем, единоборствами, лыжными гонками. По воспоминаниям преподавателей, являлся неформальным лидером взвода, от реальной командирской должности отказывался. Был импульсивным максималистом, всегда говорил правду, имел проблемы с дисциплиной и был отчислен из школы-интерната за полтора месяца до его окончания.
Окончил 11 класс в родной топчихинской школе. После поступил в Новосибирский военный институт МО России (Академгородок) на факультет войсковой разведки, по окончании которого в 2007 году отправлен служить на Северный Кавказ. В январе 2008 года назначен командиром взвода радиоэлектронной разведки войсковой части 3772 (отдельный разведывательный батальон Внутренних войск) в городе Зеленокумске Ставропольского края.

### Последний бой
Приблизительно в 11-12 часов дня 5 июля 2008 в городе Малгобек, на пересечении улиц Албогачиева и Весенняя, неизвестные, проезжавшие на чёрной машине ВАЗ-2110, открыли огонь по пешему наряду милиции. Им удалось ранить одного из постовых, Хаматхана Медова. 40 минут спустя бандиты на той же «десятке» появились в селе Верхние Ачалуки Малгобекского района, где обстреляли из гранатомётов и автоматов УАЗ с постом курганских милиционеров. Из пятерых членов группы один — Сергей Достовалов — был убит, ещё двое его коллег — Николай Балуев и Анатолий Варламов — тяжело ранены и госпитализированы.
Поднятая по боевой тревоге милиция оцепила лес, в котором скрылись бросившие машину бандиты. Около 14:00 группе лейтенанта Григоревского удалось обнаружить четверых боевиков. Завязался длительный бой, в ходе которого бандитов удалось блокировать в заброшенном здании на окраине села, но под их контролем оставался автомобиль с ранеными милиционерами. Когда Михаил Григоревский и рядовой Фанис Менлищев вынесли двух раненых в безопасное место и пошли за остальными, боевики прорвались к автомобилю. Григоревский уничтожил главаря бандитов, но сам был ранен в ноги и в голову. Менлищев оказал первую помощь командиру, но вынести его из-под огня не успел: шквальный огонь террористов поразил обоих.
Ещё в бою были ранены двое сотрудников МВД — Адам Боков и Саварбек Матиев. Двоих бандитов уничтожили в ходе боя, тела двух других нашли утром.
Указом Президента Российской Федерации № 1255 от 25 августа 2008 года лейтенанту Михаилу Валерьевичу Григоревскому было присвоено звание Героя Российской Федерации (посмертно). 
Похоронен он в Нижнем Тагиле, где живут его мать и младший брат.

### Семья
В Барнауле у Михаила Григоревского осталась девушка Наталья, свадьба с которой была запланирована на август 2008 года. Наталья ждала ребёнка, сын Иван родился в начале 2009 года 
.